# Taylor Schilling
Pour les articles homonymes, voir Schilling.
Taylor Schilling est une actrice américaine, née le 27 juillet 1984 à Boston. 
Elle est révélée grâce à son rôle de l'infirmière Veronica Callahan dans la série télévisée Mercy Hospital (2009-2010) et accède à une reconnaissance critique et publique grâce à son interprétation de la détenue Piper Chapman dans la série télévisée Orange Is the New Black (2013-2019) diffusée sur la plateforme Netflix. Son interprétation est acclamée, l'actrice remporte trois Satellite Awards de la Meilleure actrice dans une série télévisée ainsi que trois Screen Actors Guild Awards de la Meilleure distribution et deux citations pour le Golden Globes de la Meilleure actrice.
Parallèlement, l'actrice joue au cinéma et est notamment à l'affiche de longs métrages tels que les films de science-fiction Atlas Shrugged: Part I (2011) et Titan (2018), la romance The Lucky One (2012), le film biographique Argo (2012), les drames Stay (2013) et The Public (2018) ainsi que la comédie noire Take Me (2017).

## Biographie

### Enfance et formation
Taylor Schilling a grandi entre West Roxbury et Wayland au Massachusetts après le divorce de ses parents. Elle est la fille de Robert Schilling, un procureur, et de Tish Schilling, qui travaille au MIT.
Durant sa jeunesse, elle se passionne pour la série Urgences et commence à jouer très jeune. Elle est devenue active dans son cours de théâtre au collège. Après avoir été diplômée au lycée de Wayland, elle est allée à l'université Fordham sur le campus de Manhattan (Lincoln Center) où elle a continué à jouer sur scène avant d'avoir sa licence en art en 2006.
Elle a ensuite entamé un master à l'université de New York pour continuer ses études d'actrice, mais a arrêté après sa deuxième année. Elle a commencé à auditionner et tout en passant des castings, elle travaillait comme nounou pour une famille de Manhattan.

### Débuts remarqués
En 2007, Taylor fait ses débuts, au cinéma, lorsqu'elle obtient un second rôle dans le drame indépendant Dark Matter au côté de l'oscarisée Meryl Streep.
En 2009, elle est sélectionnée pour jouer le rôle de Veronica Callahan, une infirmière dans la série télévisée médicale Mercy Hospital. Son personnage est une ancienne combattante et infirmière durant la guerre en Irak. Pour son audition, elle a envoyé un enregistrement vidéo où elle lit le texte et a impressionné le créateur de la série et la productrice exécutive, Liz Heldens.
En 2011, Taylor a joué Dagny Taggart dans Atlas Shrugged: Part I, il s'agit de la première partie de l'adaptation du roman éponyme d'Ayn Rand publié en 1957. Une suite a été commercialisée, un an plus tard, Atlas Shrugged: Part II. L'actrice joue sous la direction et aux côtés de Paul Johansson. Elle signe une prestation remarquée par la profession, elle remporte le Emerson College Playwright's Awards de la meilleure interprétation lors du Festival du film d'Emerson.
En 2012, elle joue le rôle féminin principal dans la romance dramatique The Lucky One avec Zac Efron, obtenant le rôle face à des actrices comme Abbie Cornish et Katie Cassidy. Ce film est adapté du roman éponyme de Nicholas Sparks. Une prestation à nouveau saluée qui lui permet d'être doublement nommée lors de la cérémonie populaire des Teen Choice Awards. Le film décroche également la deuxième place du box-office à sa sortie. Elle incarne également la femme de Ben Affleck dans son thriller politique, adoubé par la critique et franc succès au box-office, Argo.

### Orange is the new blacket révélation
En août 2012, elle décroche le rôle de Piper Chapman dans Orange Is the New Black, la nouvelle série produite et diffusée par Netflix, à partir de 2013. C'est l'une des deux premières séries produites par Netflix avec House of Cards, elle rencontre un succès important, elle est l'une des séries les plus plébiscitées par le public et la critique de ces dernières années. Elle a, par exemple, remporté des prix lors de la cérémonie des Screen Actors Guild Awards et lors des Emmy Awards (l'équivalent des Oscars pour la télévision). La série est considérée comme un show peu conventionnel qui libère les clichés sur les femmes et l'univers carcéral.
L'interprétation de Taylor Schilling, qui officie en tant qu'actrice principale, est récompensée ainsi que nommée, à plusieurs reprises, lors de prestigieuses cérémonies de remises de prix. En 2013, elle reçoit son premier Satellite Award de la meilleure actrice dans une série télévisée musicale ou comique. Cette même année, on la retrouve au cinéma dans le drame indépendant Stay avec Aidan Quinn, tièdement accueilli par la critique,.
En 2014, elle est, entre autres, nommée pour le Primetime Emmy Awards ainsi que le Golden Globes Awards de la meilleure actrice dans une série télévisée, deux récompenses majeures. 
En 2015, elle remporte son second Satellite et décroche une seconde citation pour le Golden Globe de la meilleure actrice dans une série télévisée musicale ou comique. Cette même année, elle joue dans la comédie The Overnight donnant la réplique à Jason Schwartzman et Judith Godrèche. 
En 2016, l'actrice gagne sa troisième statuette lors des Satellite Awards.

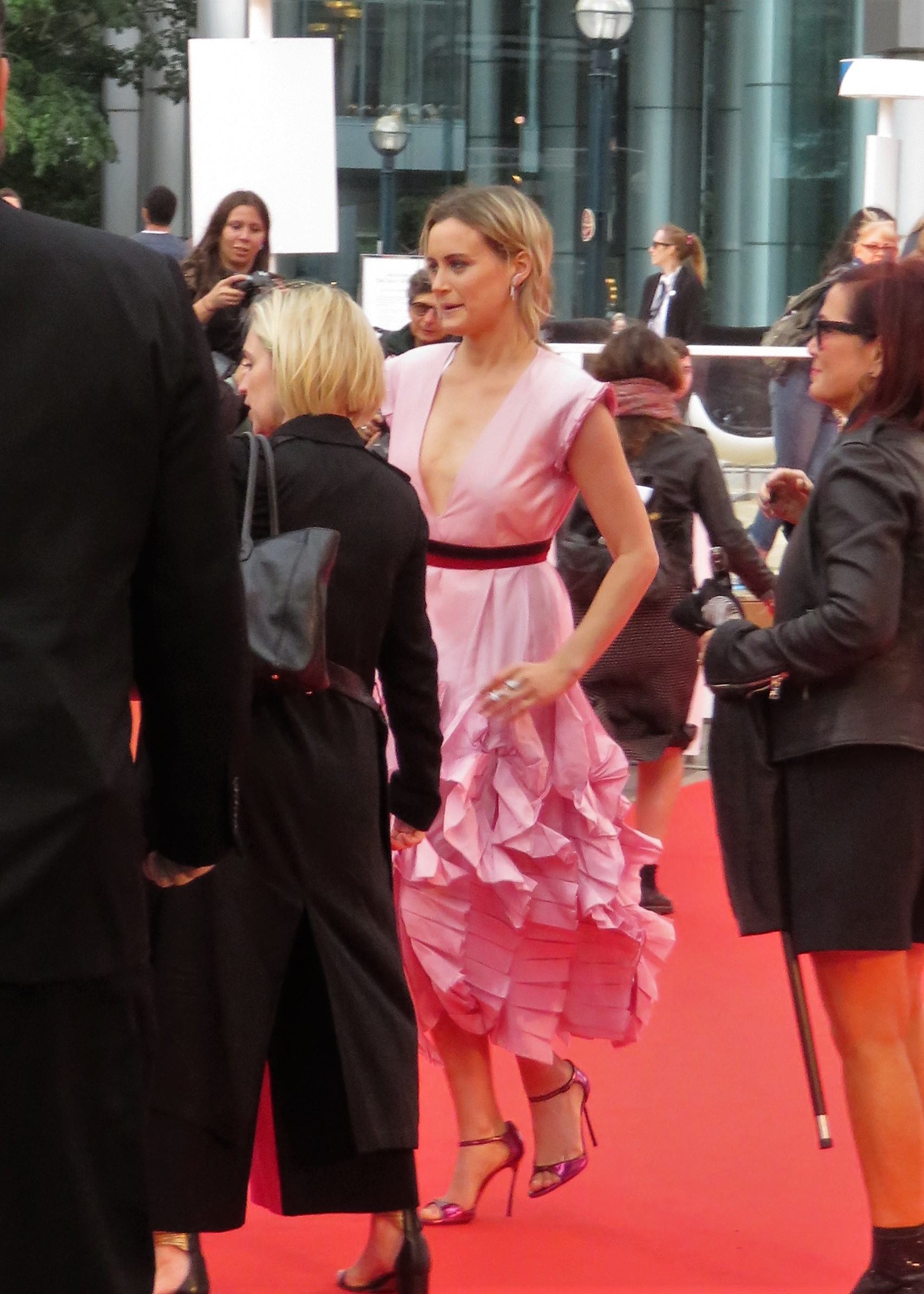
Lors de l'avant-première du film The Public au Festival international du film de Toronto 2018.

En 2017, l'actrice occupe le rôle-titre de la comédie Take me de Pat Healy. Le film a eu sa première mondiale au Tribeca Film Festival le 25 avril 2017. Il a été produit par The Orchard. Cette année-là, elle est nommée lors de la cérémonie populaire des People's Choice Awards dans la catégorie Actrice de série télévisée préférée. 
En 2018, elle tourne aux côtés de Jena Malone, Christian Slater, Alec Baldwin et Gabrielle Union pour le drame The Public, elle porte la comédie Fam-i-ly avec Kate McKinnon puis s'essaie à la science-fiction pour Titan avec Sam Worthington. Cette dernière production est cependant très mal reçue par la critique. 
En 2019, elle change de registre et est la tête d'affiche du thriller horrifique The Prodigy, dans lequel elle incarne une mère de famille dont l'enfant est possédé par des forces occultes. La même année, elle participe à la comédie dramatique de Greg Kinnear, Phil, avec Emily Mortimer et Bradley Whitford. Une production indépendante cependant très mal accueillie par les critiques.  
La même année, sort la septième et dernière saison d'Orange Is the New Black qui connaît un large succès.  
En 2021, elle joue le rôle d'une dominatrice new-yorkaise touchée de plein fouet par la pandémie du Covid-19 dans la série The Bite réalisé par Spectrum Originals au côté de Audra McDonald.

## Vie privée
Schilling pratique la méditation transcendantale.
À propos de sa sexualité, elle déclare : « J'ai eu beaucoup de relations sérieuses avec beaucoup de gens, je suis quelqu'un de très expansif. Il n'y a pas de partie de moi qui peut me mettre dans une catégorie. Je ne rentre pas dans les cases - c'est trop réductif… J'ai eu beaucoup d'amour, et je n'ai pas d'hésitation sur d'où cela vient. »
En juin 2020, Taylor Schilling annonce qu'elle est en couple avec Emily Ritz. Elles seraient ensemble depuis fin 2019.

## Filmographie

### Cinéma

#### Longs métrages
- 2007 : Dark Matter de Shi-Zheng Chen : Jackie
- 2011 : Atlas Shrugged: Part I de Paul Johansson : Dagny Taggart
- 2012 : The Lucky One de Scott Hicks : Beth Green
- 2012 : Argo de Ben Affleck : Christine Mendez
- 2013 : Stay de Wiebke von Carolsfeld : Abby
- 2015 : The Overnight (en) de Patrick Brice : Emily
- 2017: Take me de Pat Healy : Anna St. Blair
- 2018 : Titan (The Titan) de Lennart Ruff : Abigail Janssen
- 2018 : Un héros ordinaire (The Public) d'Emilio Estevez : Angela
- 2018 : Family de Laura Steinel : Kate
- 2019 : The Prodigy de Nicholas McCarthy : Sarah Blume
- 2019 : La Philo de Phil de Greg Kinnear : Samantha Ford

### Télévision

#### Séries télévisées
- 2009 - 2010 : Mercy Hospital : Veronica Flanagan Callahan (saison 1, 22 épisodes)
- 2013 - 2019 : Orange Is the New Black : Piper Chapman (90 épisodes)
- 2016 : Drunk History : Emily Roebling (saison 4, épisode 8)
- 2020 : Monsterland : Kate Feldman
- 2021 : The Bite : Lily Leithauser (6 épisodes)
- 2022 : Pam and Tommy : Erica (8 épisodes)
- 2023 : Dear Edward : Tante Lacey
- 2023 : American Horror Story: Delicate : la présentatrice des Golden Globes (saison 12, épisode 5)
- À venir : Pantheon : Renee (8 épisodes)

## Distinctions
Sauf indication contraire ou complémentaire, les informations mentionnées dans cette section proviennent de la base de données IMDb.

### Récompenses
- Festival du film d'Emerson 2011 : Lauréat du Prix Emerson College Playwright's de la meilleure interprétation pour Atlas Shrugged: Part I
- Festival du film de Hollywood 2012 : Meilleure distribution pour Argo
- Satellite Awards 2013 : Meilleure actrice dans une série musicale ou comique pour Orange Is the New Black
- Satellite Awards 2015 : Meilleure actrice dans une série musicale ou comique pour Orange Is the New Black
- Screen Actors Guild Awards 2015 : Meilleure distribution pour une série comique pour Orange Is the New Black
- Satellite Awards 2016 : Meilleure actrice dans une série musicale ou comique pour Orange Is the New Black
- Screen Actors Guild Awards 2016 : Meilleure distribution pour une série comique pour Orange Is the New Black
- Screen Actors Guild Awards 2017 : Meilleure distribution pour une série comique pour Orange Is the New Black

### Nominations
- Teen Choice Awards 2012 :
  - Meilleure actrice romantique pour The Lucky One
  - Meilleur baiser avec Zac Efron pour The Lucky One

- Primetime Emmy Awards 2014 : Meilleure actrice dans une série télévisée comique pour Orange Is the New Black
- Gay and Lesbian Entertainment Critics Association 2014 : GALECA Awards de la performance télévisée, par une actrice, de l'année pour Orange Is the New Black
- Gold Derby Awards 2014 :
  - Interprète de l'année
  - Meilleure actrice dans une série télévisée comique pour Orange Is the New Black
- Golden Globes 2014 : Meilleure actrice dans une série télévisée dramatique pour Orange Is the New Black
- Online Film & Television Association 2014 : OFTA Television Award de la meilleure actrice dans une série télévisée comique pour Orange Is the New Black
- Satellite Awards 2014 : Meilleure actrice dans une série musicale ou comique pour Orange Is the New Black
- Young Hollywood Awards 2014 : Actrice de série télévisée préférée pour Orange Is the New Black
- Golden Globes 2015 : Meilleure actrice dans une série télévisée comique ou musicale pour Orange Is the New Black
- Seoul International Drama Awards 2016 : Meilleure actrice dans une série télévisée pour Orange Is the New Black
- People's Choice Awards 2017 : Actrice de série télévisée préférée pour Orange Is the New Black
- Screen Actors Guild Awards 2018 : meilleure distribution pour une série télévisée comique dans Orange is the New Black